# Estadio Campeón del Siglo
Estadio Campeón del Siglo – stadion piłkarski znajdujący się w Montevideo, w dzielnicy Bañados de Carrasco. Swoje mecze rozgrywa na nim Club Atlético Peñarol. Pojemność stadionu wynosi 40 000 miejsc.

## Historia
W 1916 roku powstał stadion Las Acacias (dziś: Estadio Contador José Pedro Damiani), posiadający 12 000 miejsc. Ze względu zbyt małą ilość miejsc dla kibiców oraz brak zabezpieczeń, stadion, który został wyremontowany w 1997 roku, jest obecnie wykorzystywany jedynie przez drużyny młodzieżowe Peñarol. Pierwsze plany nowego stadionu zostały przedstawione już w 1933 roku, ale ten i inne plany stadionowe nigdy nie zostały zrealizowane.

## Inauguracja
Pierwsze spotkanie na nowo wybudowanym stadionie został rozegrany 28 marca 2016 roku. Peñarol wygrał w meczu towarzyskim z argetyńskim River Plate 4:1, a jako pierwszy swoją bramkę na nowym obiekcie zdobył Diego Forlan.
Z kolei pierwszym oficjalnym spotkaniem na stadionie był pojedynek Peñarolu z Danubio 9 kwietnia 2016, w ósmej kolejce fazy zamknięcia ligi urugwajskiej sezonu 2015/2016. Pierwszym oficjalnym zdobywcą bramki został Nicolás Albarracín.